# Maybe (Toni Braxton-dal)
A Maybe Toni Braxton amerikai énekesnő negyedik, utolsó kislemeze harmadik, The Heat című albumáról.

## Videóklip
A dal videóklipjét leforgatták, de nem jelentették meg, mert Braxton túl merésznek találta. A klipben Braxtont meglesi egy kukkoló, miután hazatért a Grammy-díjkiosztóról (ahol díjat nyert a He Wasn’t Man Enoughért) és vetkőzni kezd. A klipből látható néhány részlet a From Toni with Love című DVD-n.

## Számlista
CD kislemez (USA; promó)
1. Maybe (Radio Edit) – 3:08
2. Maybe (Instrumental) – 3:08
3. Maybe (Call Out Research Hook) – 0:10

12" maxi kislemez (USA, promó)
1. Maybe (HQ2 Club Mix) – 8:30
2. Maybe (HQ2 Radio Mix) – 3:33
3. Maybe (Dynamix NYC Club Mix) – 8:07

## Helyezések
| Slágerlista                         | Legmagasabb helyezés |
| ----------------------------------- | -------------------- |
| USA Billboard Hot R&B/Hip-Hop Songs | 74                   |
| USA Billboard Hot Dance Club Play   | 11                   |